# Talalelei Gray
Pour les articles homonymes, voir Gray.

a Compétitions nationales et continentales officielles uniquement.

b Matchs officiels uniquement.
Dernière mise à jour le 29 décembre 2022.
Talalelei Gray parfois appelé Tala Gray, né le 28 février 1990 à Auckland (Nouvelle-Zélande), est un joueur international samoan de rugby à XV évoluant au poste de troisième ligne centre au CS Bourgoin-Jallieu après avoir notamment gagné le Challenge européen avec le Biarritz olympique et avoir joué pour le Stade toulousain et le Stade français Paris.

## Carrière

### Jeunesse
Natif d'Auckland en Nouvelle-Zélande, Talalelei Gray déménage à l'âge de 6 ans en Australie du côté de Melbourne.
Il est le fils d'un ancien rugbyman samoan devenu pasteur.
Chez lez juniors, il est à la fois membre de l'académie des Brumbies (Canberra) et de celle des Waratahs (Sydney) et joue deux saisons (2010 et 2011) en Shute Shield, la compétition des clubs de Sydney, avec les Eastern Suburbs,. En 2009, il intègre l'équipe d'Australie de rugby à sept pour la saison 2009-2010 des World Series et il fait ses débuts internationaux lors du premier tournoi de la saison à Dubaï où l'équipe australienne est rajeunie, 8 joueurs sur 12 jouent leur premier tournoi, dont Bernard Foley ou encore Zack Holmes,. Les Wallabies termineront à la troisième place du classement général. Il est également international moins de 20 ans en 2010, avec qui il dispute le championnat du monde junior, terminé à la seconde place.

### Arrivée en France à Biarritz
En 2011, il est recruté par le club français du Biarritz olympique. Lors de sa première saison avec le club basque, Talalelei Gray remporte le Challenge européen, battant en finale le RC Toulon (21-18), match durant lequel il rentre en cours de match à la place de Benoît Guyot.

### Retour en Australie à Sydney

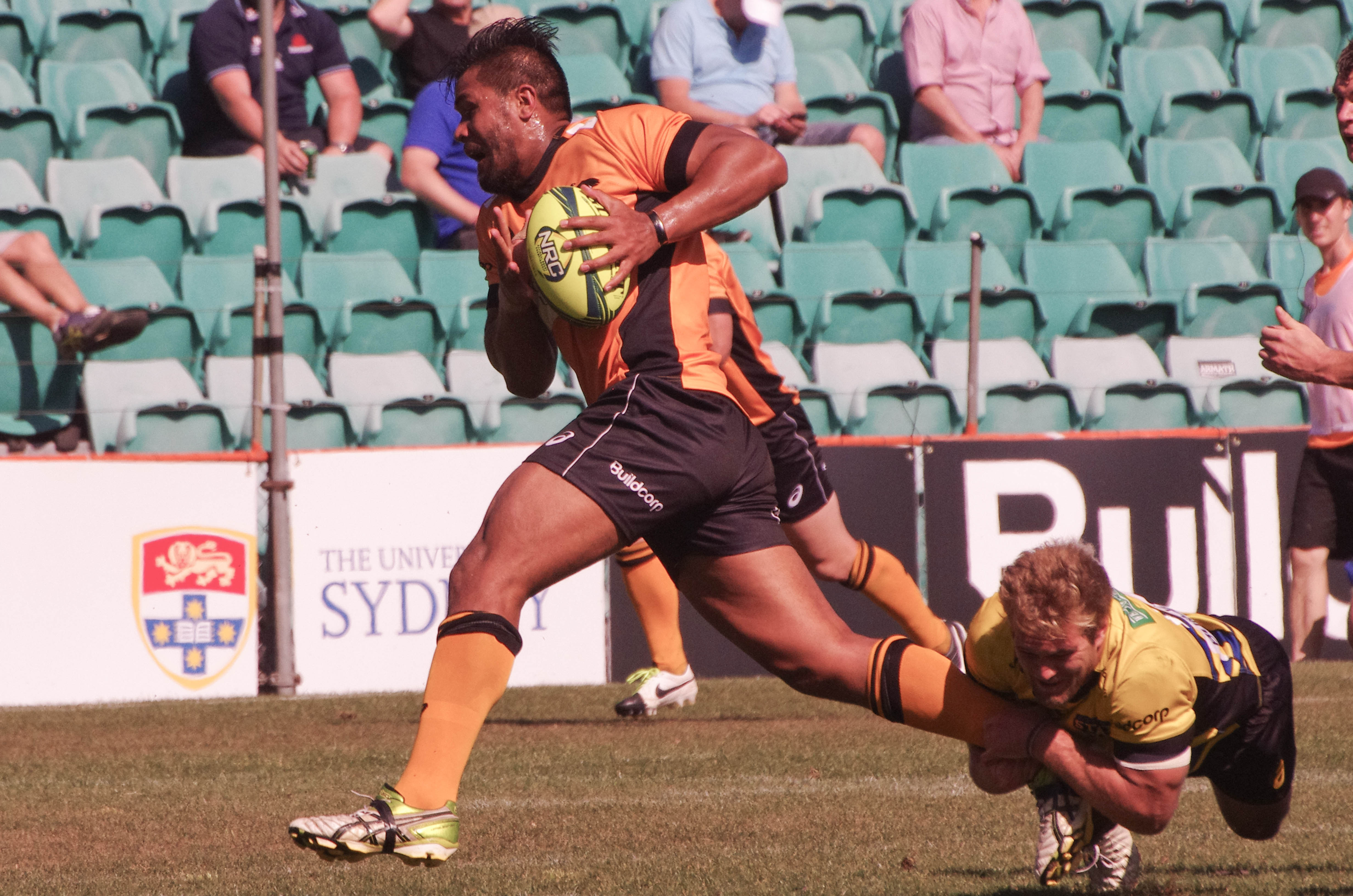
Tala Gray avec les NSW Country Eagles en National Rugby Championship en 2014.

Ses performances françaises sont remarquées par Michael Cheika qui l'engage chez les Waratahs en vue de la saison 2014 de Super 15.
Il fait par ailleurs partie des NSW Barbarians lors de la tournée de ceux-ci en Argentine : il fait une première apparition comme remplaçant puis comme titulaire en 8 face aux « Pumas ».
En deux saisons de Super Rugby à Sydney, il joue un total de 2 matches. Il fait alors son retour chez les Eastern Suburbs en Shute Shield où il dispute trois éditions, joue 23 matches et inscrit 3 essais. En 2014, il joue la première saison du National Rugby Championship avec les NSW Country Eagles durant lequel il dispute 9 matches et inscrit 4 essais.

### Retour en France
En 2015, Talalelei Gray arrive au Stade toulousain en tant que joker coupe du monde, celle-ci ayant lieu en pleine saison de Top 14 du club français, séparé pour l'occasion de plusieurs de ses joueurs. Après quelques matches convaincants, il est finalement conservé par le club. Il inscrit son premier essai avec le Stade toulousain contre l'Atlantique stade rochelais lors de son cinquième match avec le club.
Le 14 décembre 2017, le Stade français annonce sa signature pour trois saisons.
Il s'engage au FC Grenoble pour trois ans à partir de juillet 2022. Dès sa première saison en 2022-2023, son club termine à la deuxième place de la phase régulière du championnat et se qualifie jusqu'en finale où il affronte Oyonnax. Pour ce match, il commence sur le banc des remplaçant avant d'entrer en jeu en seconde période mais le FC Grenoble s'incline sur le score de 14 à 3.

## Palmarès

### En club
- Biarritz
  - Vainqueur du Challenge européen en 2012

- Waratahs
  - Vainqueur du Super Rugby en 2014
- FC Grenoble
  - Finaliste du Championnat de France de Pro D2 en 2023 et 2024

### En sélection nationale

#### Rugby à XV
- Australie -20
  - Finaliste du Championnat du monde junior en 2010

#### Rugby à sept
- Australie
  - Troisième des World Series 2009-2010

### Distinctions personnelles
- Nuit du rugby 2018 : élu Prix du fair-play pour la saison 2017-2018 (pour son geste de protection de son adversaire Virgile Bruni, blessé lors du match Lyon - Stade toulousain).